# Sea Jet

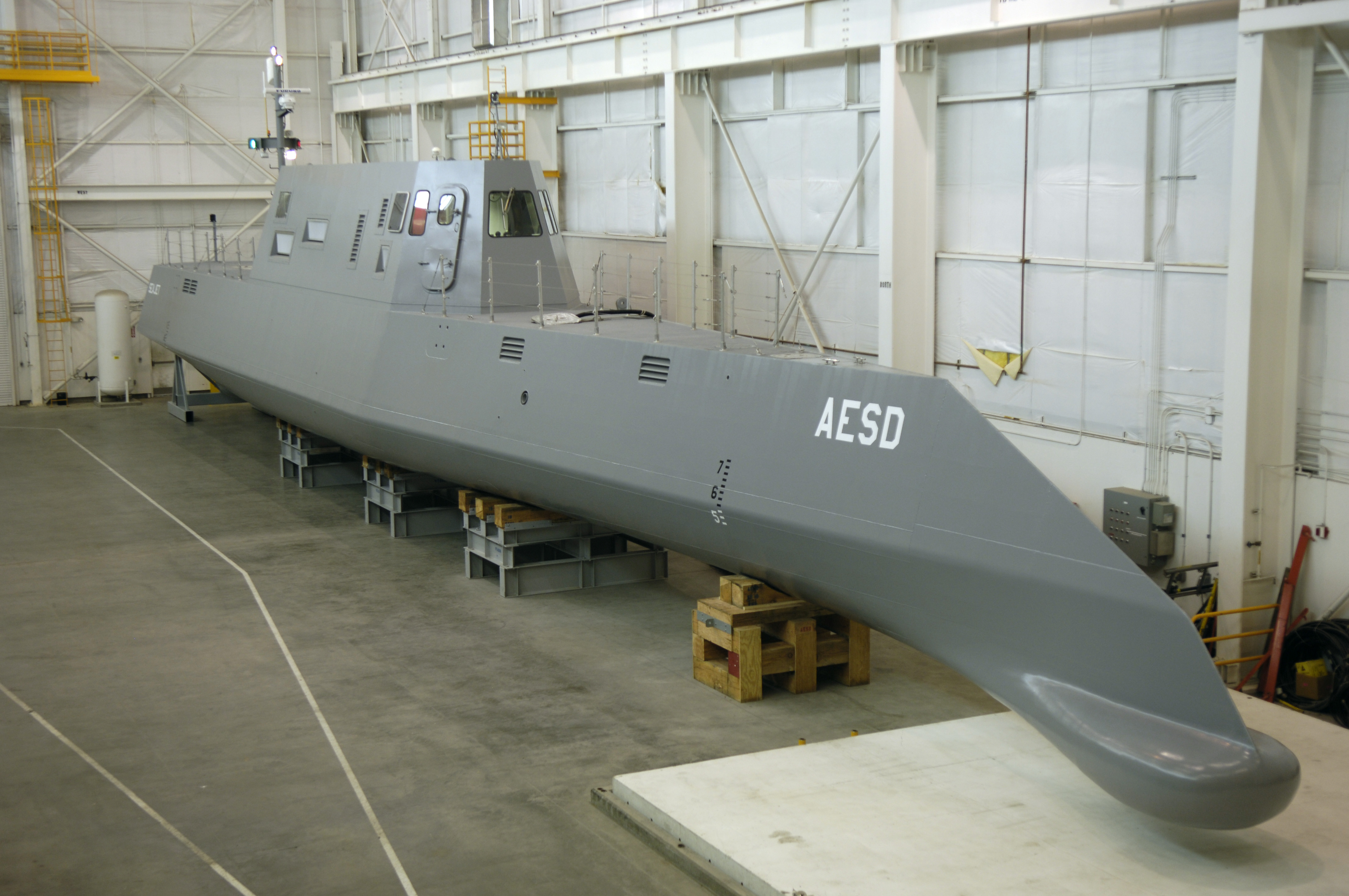
Sea Jet mit einzigartigem Rumpfdesign

Die Sea Jet Advanced Electric Ship Demonstrator (AESD) ist ein elektrisch angetriebenes experimentelles Tarnkappenschiff der US Navy. Es dient zur Erprobung neuer Schiffstechnologie insbesondere im Rahmen der Zumwalt-Klasse. So wurde das reflexionsarme Tarnkappendesign und die Antriebstechnologie übernommen. Seit 2005 ist die Sea Jet auf dem Lake Pend Oreille in Idaho im Dienst.